# ミケランジュ・スロッツ

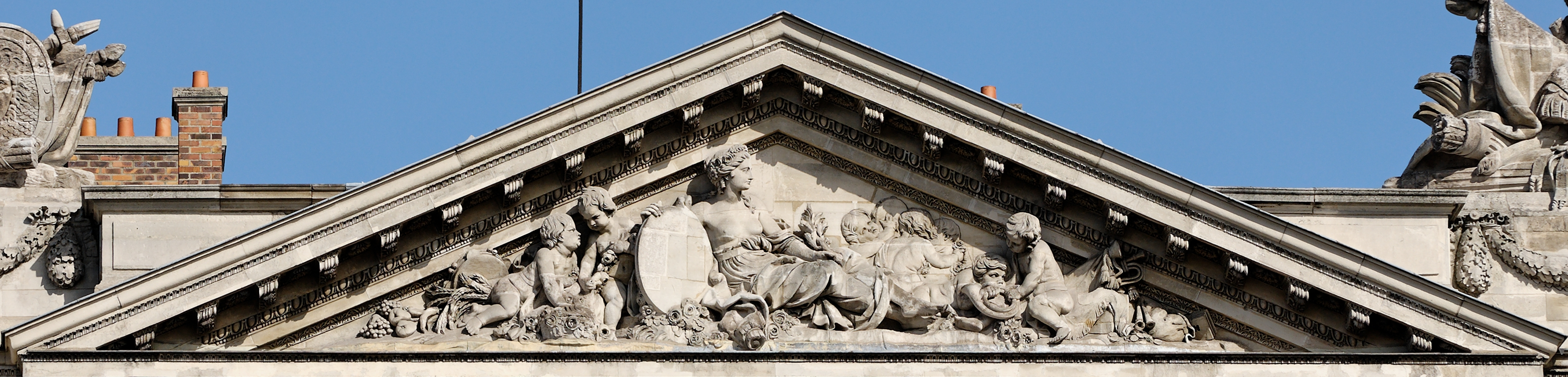
パリ、Hôtel de la Marine(オテル・ド・ラ・マリーヌ)の装飾彫刻

ミケランジュ・スロッツと呼ばれたルネ＝ミシェル・スロット（Michel-Ange Slodtz、本名:René-Michel Slodtz、1705年9月27日 - 1764年10月26日）はフランスのバロック期の彫刻家である。

## 略歴
パリで生まれた。父親のセバスチャン・スロッツ(Sébastien Slodtz: 1655-1726)はアントウェルペン出身の彫刻家で、1685年から、パリのフランソワ・ジラルドン(François Girardon)の工房で働き、ヴェルサイユ宮殿などの装飾彫刻をで知られる。兄弟のセバスチャン＝アントワーヌ・スロッツ(Sébastien-Antoine Slodtz: 1695-1754)とポール＝アンブローズ・スロッツ(Paul-Ambroise Slodtz: 1702-1758)は彫刻家になり、ドミニク＝フランソワ・スロッツ(Dominique-Francois Slodtz: c.1710-1764)は画家になった。 
1730年頃からローマで17年間働き、ローマでは「ミケランジェロ」の仇名で呼ばれ、フランスに戻った後も、ミケランジュ・スロッツと呼ばれた。1744年にヴァチカンのサン・ピエトロ寺院に置かれた聖ブルーノの像の作者に選ばれ
、サン・ルイジ・デイ・フランチェージ教会やサンタ・マリア・デッラ・スカーラ教会などの仕事をした。ローマでは彫刻家のシャルル・フランソワ・ユタンや画家のユベール・ロベールを指導している。
1747年にフランスに帰国し、兄弟のセバスチャン＝アントワーヌ・スロッツやポール＝アンブローズ・スロッツとパリの教会の装飾の仕事をし、聖メリ教会(Eglise Saint-Merry)の装飾の仕事やサン＝シュルピス教会のJean-Baptiste Languet de Gergyの墓石やモニュメントの制作などで知られる。
同僚のギヨーム・クストゥー(Guillaume Coustou le Jeune: 1716-1777)とともに建築家アンジュ＝ジャック・ガブリエルの設計した建築の装飾彫刻も行った。

## 作品

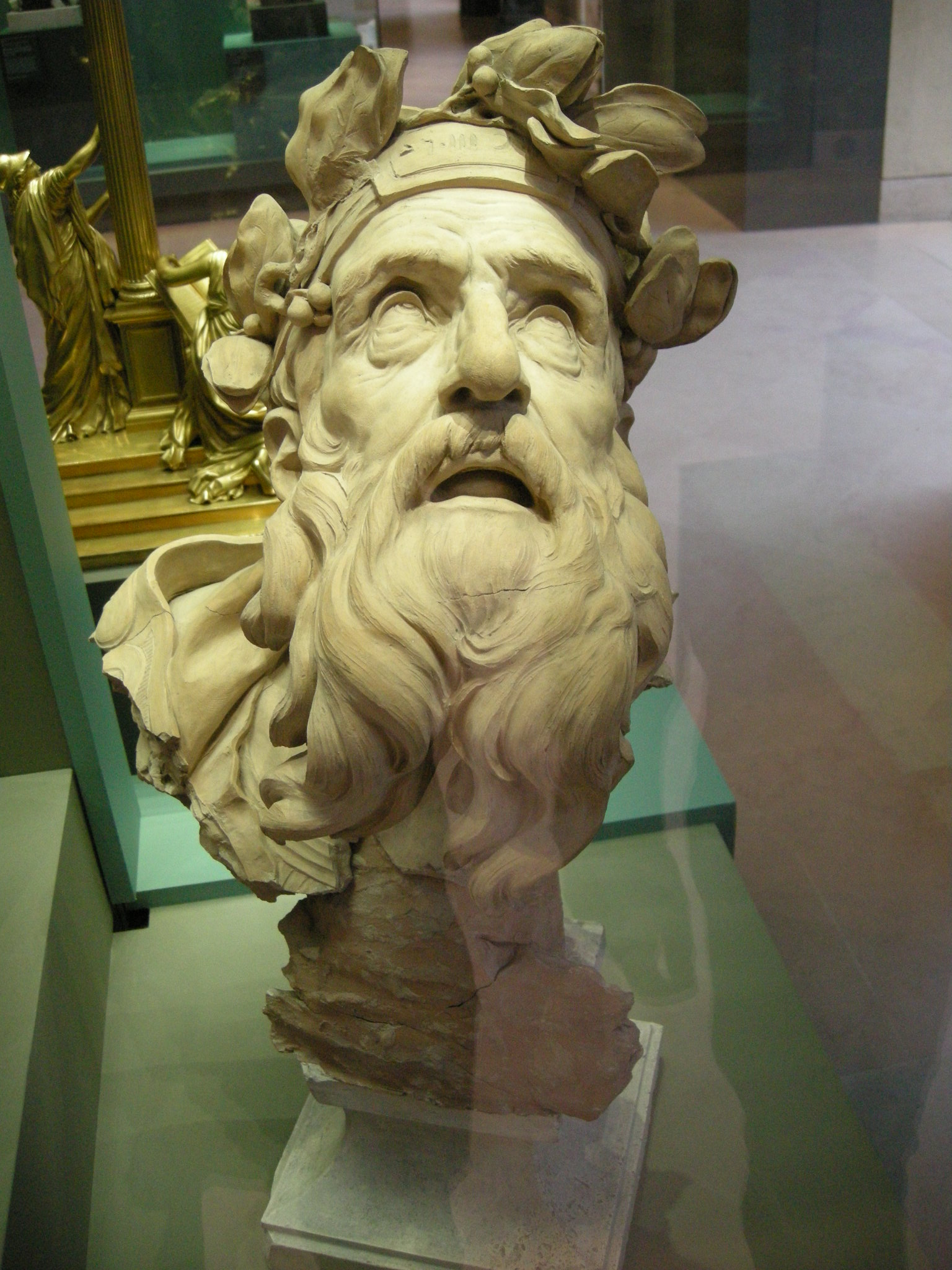
クリューセース (c.1740)
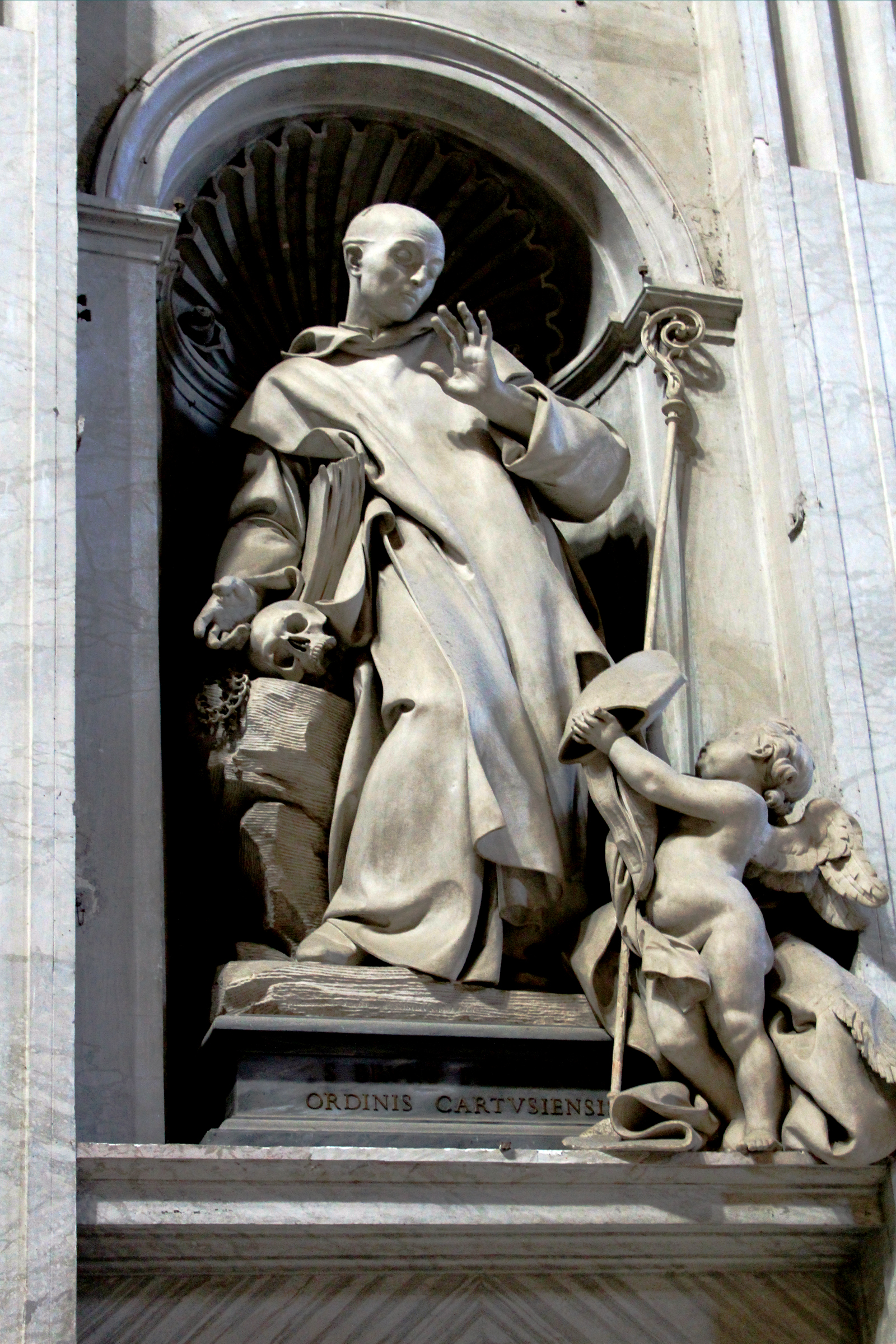
聖ブルーノの像 (1744)
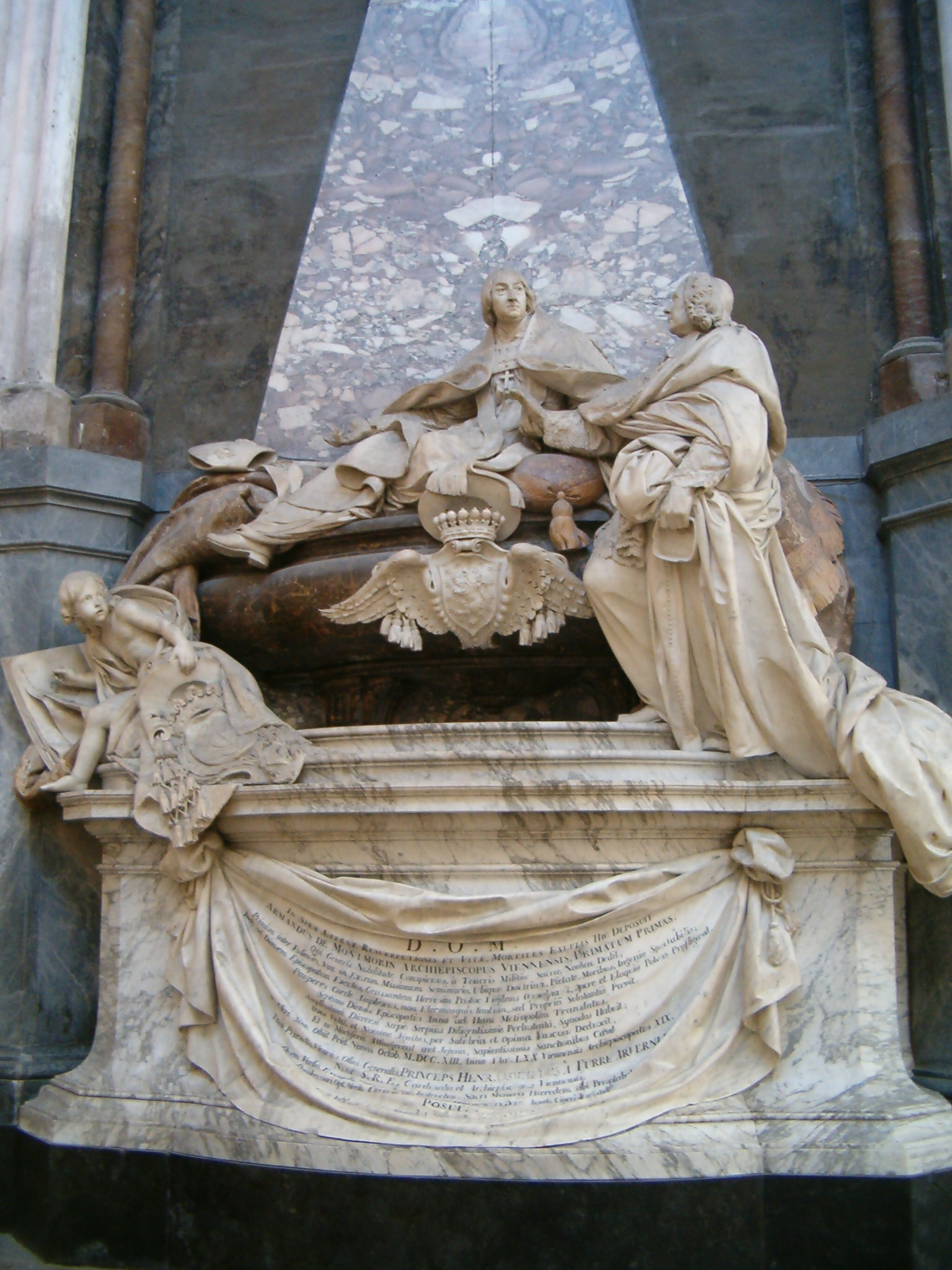
ヴィエンヌの教会のモニュメント
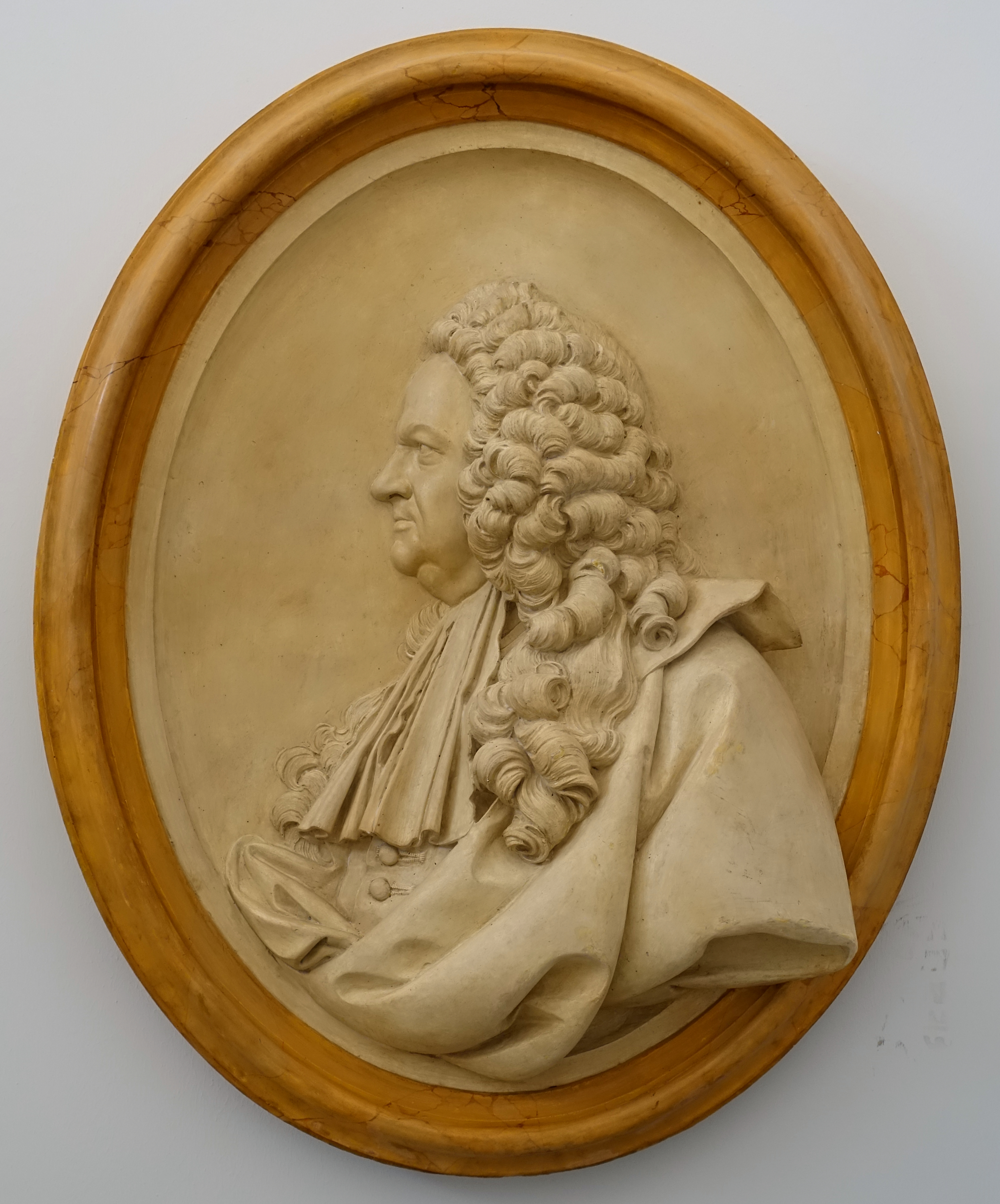
Alessandro Gregorio Capponi-学者